# Bolaños de Campos
Bolaños de Campos è un comune spagnolo di 373 abitanti situato nella comunità autonoma di Castiglia e León.